# 长平之战遗址
长平之战遗址，位于山西晋城高平市，现为山西省文物保护单位。
长平之战是战国时期秦赵两国之间的重大战役。虽然已经过去了2200多年，但是现在这一地区的很多地名和村名都和此次战争有关。

骷髅王庙始建于唐代，是长平之战遗址的最重要的建筑。相传唐玄宗巡游至此，看到这里的累累白骨，便在这里的头颅山旁修建了骷髅王庙，并且挑选了一个巨大的尸骨，将其封为骷髅大王，立像于庙中。明代诗人達真对此写道：
此地由来是战场，平沙漠漠野苍苍。
恒多风雨幽魂泣，如在英灵古庙荒。
赵将空余千载恨，秦兵何意再传亡？
居然词宇劳瞻拜，不信骷髅亦有王。
现存的骷髅王庙为清代建筑，庙内供奉有赵括夫妇的塑像。
长平之战遗址有很高的考古价值。在遗址内出土了很多的刀币、布币、戈、矛、箭头等文物，为研究长平之战提供了重要的实物资料。